# Oued M'Zi
Oued M'Zi est une commune de la wilaya de Laghouat en Algérie.